# Aleksander Zawadzki (fizyk)
Aleksander Stanisław Zawadzki, także Alexandre Stanislas Zawadzki (ur. 18 maja lub 8 sierpnia 1918 w Łodzi, zm. 10 października 1997 w Paryżu) – polski fizyk, profesor Uniwersytetu Łódzkiego, Instytutu Badań Jądrowych i College de France, twórca ośrodka fizyki promieniowania kosmicznego w Łodzi.

## Życiorys
Studiował na Wydziale Nauk Ścisłych Uniwersytetu Paryskiego i Wydziale Nauk Ścisłych Uniwersytetu w Bordeaux, gdzie uzyskał Certificat de Mathematiques Generales oraz Certificat de Physique Generale. Studia przerwał na czas II wojny światowej, kiedy działał w Radzie Głównej Opiekuńczej w Warszawie i Krakowie. Po wojnie i po ukończeniu studiów we Francji, studiował na Uniwersytecie Łódzkim, gdzie pracował jako młodszy asystent Katedrze Fizyki Doświadczalnej. W 1948 po zaprezentowaniu projektu spektrometru do pomiaru masy mezonu w skrzyżowanych polach elektrycznym i magnetycznym na Międzynarodowej Konferencji w Anglii, prowadzone przez niego badania w tej materii, zainspirowały władze uczelni do utworzenia w 1956 Zakładu Fizyki Promieniowania Kosmicznego Instytutu Badań Jądrowych w Łodzi, którego był organizatorem i pierwszym dyrektorem. Od października 1960 do lipca 1961 pełnił obowiązki prorektora Uniwersytetu Łódzkiego. W 1964 uzyskał tytuł profesora nadzwyczajnego.
W związku z chorobą siostry mieszkającej w Paryżu wyjechał we wrześniu 1968 do Francji. Władze Instytutu Badań Jądrowych Uniwersytetu Łódzkiego odmówiły mu przedłużania bezpłatnego urlopu, zwalniając go w grudniu 1968. Siostra Zawadzkiego zmarła w 1969, a on sam podjął pracę w zespole Rolanda Maze w laboratoire de Physique Cosmique, a także był profesorem Centre national de la recherche scientifique w Instytucie Fizyki Cząstek Elementarnych w Paryżu oraz wykładowcą w Collège de France.
Należał Łódzkiego Towarzystwa Naukowego i Polskiego Towarzystwa Fizycznego.

## Nagrody
- Nagroda Państwowej Rady do Spraw Pokojowego Wykorzystania Energii Jądrowej za osiągnięcia w dziedzinie fizyki jądrowej[6] (1965)[7],
- Nagroda Miasta Łodzi (1967)[7][8],
- medal w uznaniu zasług dla Uczelni przyznany przez Senat Uniwersytetu Łódzkiego (1995)[1].